# إكثيمة
الإكثيمة هي عدوى بكتيرية في الجلد تبدأ بصورة بثرة يتكون حولها قشرة. وعند سقوط هذه القشرة، قد تتكون قرح واضحة المعالم يصل حجمها إلى 3 سنتيمترات، وقد تتضخم الغدد الليمفاوية كذلك. وتعد السيقان من أكثر أجزاء الجسم تأثرًا، أما عن المضاعفات المحتملة فقد تشمل التهاب النسيج الخلوي والتهاب كبيبات الكلى الذي يتبع الإصابة بالمكورات العقدية.
يحدث هذا المرض عادة بسبب المجموعة أ (بيتا حالّة الدم) من المكورات العقدية (GAS) أو المكورات العنقودية الذهبية. وتشمل أسباب القابلية للعدوى: عدم العناية بالنظافة الشخصية، وسوء التغذية، وتعاطي المخدرات عن طريق الوريد، وضعف الجهاز المناعي. ويمكن أن تنشأ العدوى كإحدى مضاعفات لدغات الحشرات أو التهاب الجلد، وهي نوع من أنواع القوباء. ثمة حالات أخرى قد تتشابه في أعراضها مع الإكثيما، منها الإكثيما الغنغرينية، والخراج، ولدغات العناكب، والجمرة الخبيثة.
تستخدم المضادات الحيوية في العلاج الذي قد يمتد عدة أسابيع، مع تحسين التغذية. يمكن إزالة القشور بقطعة قماش مبللة بخليط من نصف كوب من الخل الأبيض ولتر من الماء، ثم تُدهن كريمات حمض الفيوسيديك أو الموبيروسين على المنطقة المصابة ثلاث مرات يوميًا، ويمكن استخدام ديكلوكساسيلين أو سيفاليكسين عن طريق الفم في الحالات الأصعب. تلتئم القروح عادة في غضون بضعة أسابيع ولكنها تترك ندبة.
الإكثيما نادرة الحدوث. وهي تصيب جميع الأعمار، إلا أن الأطفال الصغار وكبار السن هم الأكثر عرضة للإصابة بها. يعني مصطلح الإكثيما "بثرات قيحية"، وهو مشتق من الكلمة اليونانية التي تعني "اندلاع الحرارة أو السوائل"، وقد استُخدم المصطلح في اللغة الإنجليزية منذ عام 1822 أو قبل ذلك.